# Knislund och Knaslund
Knislund och Knaslund var täcknamn som under beredskapstiden 1939-1945 användes av personal som prövade vaksamheten vid militära förband och anläggningar. Med förfalskade identitetskort tog man sig in och agerade i övrigt som tänkta spioner, registrerande försvarshemligheter av olika slag.
Thomas Roth, 1:e intendent vid Armémuseet, kan inte exakt ange när verksamheten startade men ger beskedet:  ”Jag vet dock att Försvarsstaben under beredskapstiden skickade ut kontrollanter för att pröva tillträdesskyddet vid militära förband och installationer samt att dessa faktiskt kallades för Knislund och Knaslund. Hur ofta dessa märkliga namn användes är dock höljt i dunkel. Efter beredskapstiden kom namnen att leva kvar som ett begrepp.””
Författaren Hanseman Calås skriver i sin bok ”Hemvärnsgubbar och Militärer”: :  Knislund & Knaslund valsade runt i pressen på 1960-talet. Så här var det: I samband med en militärmanöver i Norrland testades säkerheten vid inpasseringen till Bodens fästning. Två officerare tillverkade egna legitimationskort genom att klistra in utklippta foton från den bruntonade tidningen Veckojournalen, vilka försågs med namnen Knislund respektive Knaslund. Visst kom de in på Bodens fästning. Och Sverige skrattade."
Personaltidningen Bergtrollet , nummer 1 1962: "Knaslund och Knislund "inspekterar". Herr Knaslund gjorde på fredagen ett besök hos ett repförband i Dalarna, berättar ST (Stockholms-Tidningen) l0/3 och fick, enligt tidningen, svar på alla frågor. [Ur Dagens Klipp den l2/3]. Herr Knaslund, som ibland även kallas Knislund, har en ovanlig förmåga att få reda på mycket, då han besöker förband, övningar, förråd och verkstäder. Ofta har de båda herrarna sällskap och då stiger säkerheten hos dem betydligt. Så följer en utförlig beskrivning av aningslösa befäls utlämnande av militära hemligheter.
Hösten 1950 lånade man kontrollanternas namn och beteende för en film med namnet Regementets ros, regisserad av Bengt Logardt och med Birger Malmsten i en av huvudrollerna.